# Meduris
Meduris oder Meduros ist der Name einer rätselhaften keltischen Gottheit, die mit Teutates in Verbindung gebracht wird, und zwar in der Form Toutatis Medurini (Dativform).

## Etymologie
Eine Inschrift aus Rom, nennt diesen Doppelnamen, außerdem sind auch noch zwei weitere aus dem Elsass bekannt. Die dort entzifferten Namensformen Meduros bzw. Meduris könnten etymologisch mit dem Stammwort *Medrus zusammenhängen, einem Götternamen, über dessen Träger und seine Funktion oder Mythologie nichts bekannt ist. Bei einer der Inschriften aus dem Elsass, aus Brumath (Brocomagus, Germania superior), zeigt das dazugehörende Relief einen nackten Krieger mit Helm, Speer und einem Stierkopf.
Ein Zusammenhang mit dem irischen Gott Midir wird ebenfalls nicht ausgeschlossen.